# Давиде Мазела
Давиде Мазела (на италиански: Davide Masella) е италиански футболист, който играе на поста офанзивен полузащитник. Състезател на Потенца.

## Кариера
Мазела е юноша на Пескара и Беневенто. 
На 1 февруари 2022 г. Давиде е пратен под наем в Царско село. Дебютира на 20 февруари при загубата с 1:2 като домакин на Берое.